# Zoetermeer (stacja kolejowa)
Zoetermeer – stacja kolejowa w Zoetermeer, w prowincji Holandia Południowa, w Holandii. Stacja została otwarta w 1973.